# Thelma Chalifoux
Pour les articles homonymes, voir Chalifoux.
Thelma Chalifoux, née le 8 février 1929 à Calgary et morte à Saint-Albert le 22 septembre 2017, est une pédagogue et sénatrice canadienne d'origine métisse et militante de la cause métisse au Canada.
Thelma Chalifoux est la première femme métisse et aborigène nommée au Sénat canadien comme membre du Parti libéral du Canada.
La ville de Saint-Albert est le foyer de l'Institut michif fondé par l'ancienne sénatrice Thelma Chalifoux, voué à la préservation et à la diffusion de la connaissance de l'histoire des Métis canadiens-français de la ville. Le Musée Héritage Museum contient des artéfacts de nombreux Métis.